# Селиште (Јајце)
Селиште је насељено место у Босни и Херцеговини у општини Јајце. Административно припада Федерацији Босне и Херцеговине, односно њеном Средњобосанском кантону. Према попису становништва из 2013. у насељу није било становника, а већинску популацију у насељу у ранијем периоду чинили су Бошњаци.  

## Становништво
По последњем службеном попису становништва из 2013. године у насељу Селиште није било становника, а село је пре рата било етнички хомогено са већинском бошњачком популацијом.
| Националност | 2013. | 1991.        | 1981.        | 1971.        |
| Бошњаци      | —     | 144 (100,0%) | 282 (99,30%) | 247 (99,60%) |
| Југословени  | —     | 0            | 1 (0,35%)    | 0            |
| Црногорци    | —     | 0            | 1 (0,35%)    | 0            |
| остали       | —     | 0            | 0            | 1 (0,40%)    |
| Укупно       | 0     | 144          | 284          | 248          |